# Masdevallia dunstervillei
Masdevallia dunstervillei är en orkidéart som beskrevs av Carlyle August Luer. Masdevallia dunstervillei ingår i släktet Masdevallia och familjen orkidéer.
Artens utbredningsområde är Venezuela. Inga underarter finns listade i Catalogue of Life.